# Laura Popa
Laura Petruța Popa (n. 29 iunie 1994, în Slatina) este o handbalistă română care joacă pentru clubul CSM Târgu Jiu pe postul de inter dreapta.

## Biografie
Laura Popa a început să joace handbal în orașul natal, la echipa Liceului cu Program Sportiv Slatina, de unde a fost apoi selectată la CNOE Râmnicu Vâlcea. Începând din 2010, Popa a debutat și la selecționata de junioare, apoi cea de cea de tineret a României. În 2012, handbalista a fost componentă a echipei de junioare a României care s-a clasat pe locul al patrulea la Campionatul Mondial din Muntenegru. În 2013, în urma licitației organizate de CNOE, handbalista a fost transferată la formația „U” Jolidon Cluj. În 2015, Laura Popa a fost pentru prima dată convocată la naționala de senioare, pentru Trofeul Carpați. În martie 2017, din cauza restanțelor financiare, a fost declarată liberă de contract și a plecat de la „U” Cluj, semnând cu Dinamo București. În vara lui 2017, Popa s-a transferat la Corona Brașov, iar la sfârșitul sezonului 2017-2018, s-a întors la „U” Cluj. După un sezon la „U” Cluj, Laura Popa s-a transferat în Ungaria la Motherson-Mosonmagyaróvár. La sfârșitul lui noiembrie 2019, s-a despărțit de Motherson-Mosonmagyaróvár și a revenit în țară, semnând, în decembrie, cu Rapid București. În 2022 Laura Popa s-a transferat la CS Dacia Mioveni 2012. Din sezonului 2023-24 ea joacă pentru CSM Târgu Jiu.

## Palmares
- Cupa Cupelor:
  - Turul 3: 2015

- Liga Europeană:
  - Grupe: 2024

- Cupa EHF:
  - Sfertfinalistă: 2014

- Liga Națională:
  -  Câștigătoare: 2022

- Supercupa României:
  -  Finalistă: 2013

## Statistică goluri și pase de gol
Conform Federației Române de Handbal, Federației Europene de Handbal și Federației Internaționale de Handbal:
| Sezon                 | Echipă | Goluri |
| --------------------- | ------ | ------ |
|                       |        |        |
| 2013-14               |        |        |
| „U” Jolidon Cluj      | 49     |        |
|                       |        |        |
| 2014-15               |        |        |
| „U” Alexandrion Cluj  | 157    |        |
|                       |        |        |
| 2015-16               |        |        |
| „U” Alexandrion Cluj  | 98     |        |
|                       |        |        |
| 2016-17               |        |        |
| „U” Cluj              | 27     |        |
|                       |        |        |
| 2017-18               |        |        |
| Corona Brașov         | 41     |        |
|                       |        |        |
| 2018-19               |        |        |
| „U” Cluj              | 27     |        |
|                       |        |        |
| 2019-20               |        |        |
| CS Rapid București    | 15     |        |
|                       |        |        |
| 2020-21               |        |        |
| CS Rapid București    | 72     |        |
|                       |        |        |
| 2021-22               |        |        |
| CS Rapid București    | 28     |        |
|                       |        |        |
| 2022-23               |        |        |
| CS Dacia Mioveni 2012 | 16     |        |
|                       |        |        |
| 2023-24               |        |        |
| CSM Târgu Jiu         | 78     |        |

| Sezon                 | Echipă | Goluri |
| --------------------- | ------ | ------ |
|                       |        |        |
| 2013-14               |        |        |
| „U” Jolidon Cluj      |        |        |
|                       |        |        |
| 2014-15               |        |        |
| „U” Alexandrion Cluj  | 10     |        |
|                       |        |        |
| 2015-16               |        |        |
| „U” Alexandrion Cluj  | 3      |        |
|                       |        |        |
| 2017-18               |        |        |
| Corona Brașov         | 2      |        |
|                       |        |        |
| 2018-19               |        |        |
| „U” Cluj              | 1      |        |
|                       |        |        |
| 2019-20               |        |        |
| CS Rapid București    | 9      |        |
|                       |        |        |
| 2020-21               |        |        |
| CS Rapid București    | 3      |        |
|                       |        |        |
| 2021-22               |        |        |
| CS Rapid București    | 7      |        |
|                       |        |        |
| 2022-23               |        |        |
| CS Dacia Mioveni 2012 | 3      |        |
|                       |        |        |
| 2023-24               |        |        |
| CSM Târgu Jiu         | 6      |        |

| Sezon            | Echipă | Goluri |
| ---------------- | ------ | ------ |
|                  |        |        |
| 2012-13          |        |        |
| „U” Jolidon Cluj | 5      |        |
|                  |        |        |
| 2022-23          |        |        |
| CSM Târgu Jiu    | 2      |        |

| Ediția           | Echipă | Goluri | Pase de gol |
| ---------------- | ------ | ------ | ----------- |
|                  |        |        |             |
| Cehia 2011       |        |        |             |
| România junioare | 17     | 2      |             |

| Ediția           | Echipă | Goluri | Pase de gol |
| ---------------- | ------ | ------ | ----------- |
|                  |        |        |             |
| Muntenegru 2012  |        |        |             |
| România junioare | 8      | 4      |             |

| Ediția          | Echipă | Goluri | Pase de gol |
| --------------- | ------ | ------ | ----------- |
|                 |        |        |             |
| Danemarca 2013  |        |        |             |
| România tineret | 10     | 7      |             |

| Ediția          | Echipă | Goluri | Pase de gol |
| --------------- | ------ | ------ | ----------- |
|                 |        |        |             |
| Croația 2014    |        |        |             |
| România tineret | 17     | 6      |             |

| Ediția       | Echipă | Goluri |
| ------------ | ------ | ------ |
|              |        |        |
| Spania 2016  |        |        |
| România      | 8      |        |
|              |        |        |
| Croația 2018 |        |        |
| România      | 13     |        |

| Ediția         | Echipă | Goluri | Pase de gol |
| -------------- | ------ | ------ | ----------- |
|                |        |        |             |
| Suedia 2016    |        |        |             |
| România        | -      | -      |             |
|                |        |        |             |
| Danemarca 2020 |        |        |             |
| România        | 7      | 1      |             |

| Sezon                | Echipă | Goluri |
| -------------------- | ------ | ------ |
|                      |        |        |
| 2014-15              |        |        |
| „U” Alexandrion Cluj | 10     |        |

| Sezon         | Echipă | Goluri |
| ------------- | ------ | ------ |
|               |        |        |
| 2023-24       |        |        |
| CSM Târgu Jiu | 26     |        |

| Sezon            | Echipă | Goluri |
| ---------------- | ------ | ------ |
|                  |        |        |
| 2013-14          |        |        |
| „U” Jolidon Cluj | 33     |        |